# Skogträskbäcken
Skogträskbäcken (sam Gábmagatjjuhka) är ett ca 15 km långt vattendrag som rinner från Skogträsket (sam Gabmagatj) och mynnar i Ålsån (från vänster). Den utgör Ålsåns största biflöde och rinner bl a igenom sjöarna Rörträsket och Fräkentjärnen. Under sina sista selrika tre kilometer kallas den även Selsbäcken: d v s från Inreselet, Gräsandselen och Hitreselet fram till mynningen. 
Längd inkl källflöden drygt 20 km. Avrinningsområdets totala area är 56 km². 
Biflöde från vänster Svanträskbäcken (sam Njukttjajávrejuhka).